# Campionati mondiali completi di pattinaggio di velocità 2024 - Gara femminile
L'evento femminile dei Campionati mondiali completi di pattinaggio di velocità 2024 si è svolto il 9 e 10 marzo 2024 alla Max Aicher Arena di Inzell, in Germania. La vincitrice neerlandese Joy Beune ha vinto la gara precedendo le connazionali Marijke Groenewoud e Antoinette Rijpma-de Jong.
Il formato della competizione è il completo, nella modalità della combinazione piccola.
Le competizioni dei 500m e 3000 m si corsero il primo giorno, mentre quelle dei 1500 m e 5000 m nel secondo.

## Risultati

### 500 m
| Pos | Pair | Corsia | Atleta                    | NOC         | Tempo | Diff  |
| --- | ---- | ------ | ------------------------- | ----------- | ----- | ----- |
| 1   | 12   | o      | Miho Takagi               | Giappone    | 37.56 |       |
| 2   | 3    | i      | Han Mei                   | Cina        | 38.01 | +0.45 |
| 3   | 2    | o      | Ayano Sato                | Giappone    | 38.21 | +0.65 |
| 4   | 10   | o      | Antoinette Rijpma-de Jong | Paesi Bassi | 38.35 | +0.79 |
| 5   | 10   | i      | Yekaterina Aydova         | Kazakistan  | 38.47 | +0.91 |

### 3000 m
| Pos | Pair | Corsia | Atleta                    | NOC         | Tempo   | Diff  |
| --- | ---- | ------ | ------------------------- | ----------- | ------- | ----- |
| 1   | 10   | o      | Joy Beune                 | Paesi Bassi | 3:55.72 |       |
| 2   | 12   | i      | Marijke Groenewoud        | Paesi Bassi | 3:57.94 | +2.22 |
| 3   | 11   | o      | Ragne Wiklund             | Norvegia    | 3:58.29 | +2.57 |
| 4   | 10   | i      | Francesca Lollobrigida    | Italia      | 3:59.80 | +3.08 |
| 5   | 12   | o      | Antoinette Rijpma-de Jong | Paesi Bassi | 4:01.05 | +5.33 |

### 1500 m
| Pos | Pair | Corsia | Atleta                    | NOC         | Tempo   | Diff  |
| --- | ---- | ------ | ------------------------- | ----------- | ------- | ----- |
| 1   | 12   | o      | Joy Beune                 | Paesi Bassi | 1:52.65 |       |
| 2   | 11   | o      | Han Mei                   | Cina        | 1:52.97 | +0.32 |
| 3   | 11   | o      | Antoinette Rijpma-de Jong | Paesi Bassi | 1:53.45 | +0.80 |
| 4   | 9    | o      | Ivanie Blondin            | Canada      | 1:53.96 | +1.31 |
| 5   | 12   | i      | Marijke Groenewoud        | Paesi Bassi | 1:54.06 | +1.41 |

### 5000 m
| Pos | Pair | Corsia | Atleta                    | NOC         | Tempo   | Diff  |
| --- | ---- | ------ | ------------------------- | ----------- | ------- | ----- |
| 1   | 4    | i      | Joy Beune                 | Paesi Bassi | 6:52.62 |       |
| 2   | 1    | o      | Ragne Wiklund             | Norvegia    | 6:53.51 | +0.89 |
| 3   | 3    | i      | Marijke Groenewoud        | Paesi Bassi | 6:54.04 | +1.42 |
| 4   | 2    | o      | Francesca Lollobrigida    | Italia      | 6:58.75 | +6.13 |
| 5   | 3    | o      | Antoinette Rijpma-de Jong | Paesi Bassi | 6:58.78 | +6.16 |

## Classifica generale
| Pos     | Atleta                    | Nazione       | 500m  | 5000m   | 1500m   | 10000m  | Punti   | Diff   |
| ------- | ------------------------- | ------------- | ----- | ------- | ------- | ------- | ------- | ------ |
| Oro     | JJoy Beune                | Paesi Bassi   | 39.17 | 3:55.72 | 1:52.65 | 6:52.62 | 157.268 |        |
| Argento | Marijke Groenewoud        | Paesi Bassi   | 38.64 | 3:57.94 | 1:54.06 | 6:54.04 | 157.720 | +4.52  |
| Bronzo  | Antoinette Rijpma-de Jong | Paesi Bassi   | 38.35 | 4:01.05 | 1:53.45 | 6:58.78 | 158.219 | +9.51  |
| 4       | Francesca Lollobrigida    | Italia        | 39.12 | 3:59.80 | 1:54.19 | 6:58.75 | 159.025 | +17.56 |
| 5       | Han Mei                   | Cina          | 38.01 | 4:03.70 | 1:52.97 | 7:07.43 | 159.026 | +17.57 |
| 6       | Ragne Wiklund             | Norvegia      | 40.08 | 3:58.29 | 1:55.04 | 6:53.51 | 159.492 | +22.24 |
| 7       | Ayano Sato                | Giappone      | 38.21 | 4:04.78 | 1:54.15 | 7:09.94 | 160.050 | +27.82 |
| 8       | Valérie Maltais           | Canada        | 39.35 | 4:01.35 | 1:54.73 | 7:08.71 | 160.689 | +34.21 |
| 9       | Ivanie Blondin            | Canada        | 38.72 | 4:04.23 | 1:53.96 |         | 117.411 |        |
| 10      | Greta Myers               | Stati Uniti   | 38.89 | 4:06.43 | 1:55.67 |         | 118.518 |        |
| 11      | Kaitlyn McGregor          | Svizzera      | 39.25 | 4:05.92 | 1:56.15 |         | 118.953 |        |
| 12      | Momoka Horikawa           | Giappone      | 39.85 | 4:01.89 | 1:56.71 |         | 119.068 |        |
| 13      | Yang Binyu                | Cina          | 39.22 | 4:09.26 | 1:57.19 |         | 119.826 |        |
| 14      | Sandrine Tas              | Belgio        | 39.62 | 4:07.95 | 1:57.44 |         | 120.091 |        |
| 15      | Abigail McCluskey         | Canada        | 39.73 | 4:09.37 | 1:58.25 |         | 120.708 |        |
| 16      | Yekaterina Aydova         | Kazakistan    | 38.47 | 4:19.91 | 1:58.64 |         | 121.335 |        |
| 17      | Aurora Grinden Løvås      | Norvegia      | 40.05 | 4:11.66 | 1:58.73 |         | 121.570 |        |
| 18      | Sofie Karoline Haugen     | Norvegia      | 41.13 | 4:11.09 | 1:59.57 |         | 122.835 |        |
| 19      | Magdalena Czyszczoń       | Polonia       | 41.31 | 4:10.97 | 1:59.88 |         | 123.098 |        |
| 20      | Ramona Härdi              | Svizzera      | 40.77 | 4:14.99 | 2:00.40 |         | 123.401 |        |
| 21      | Josephine Schlörb         | Germania      | 40.64 | 4:18.05 | 2:00.76 |         | 123.901 |        |
| 22      | Park Ji-woo               | Corea del Sud | 39.70 | 4:24.49 | 2:01.37 |         | 124.238 |        |
| 23      | Zuzana Kuršová            | Rep. Ceca     | 41.37 | 4:17.09 | 2:02.60 |         | 125.085 |        |
| -       | Miho Takagi               | Giappone      | 37.56 | 4:05.41 | DNS     |         | 78.461  |        |